# ArgoUML
ArgoUML — средство UML моделирования. ArgoUML является открытым программным обеспечением и распространяется под лицензией EPL.
ArgoUML полностью написан на Java и для работы ему подходит любая операционная система с установленной Java 2 JRE или JDK версии 1.4 или выше. 
Функциональность ArgoUML включает в себя:
- Поддержку спецификаций UML 1.3, 1.4, XMI 1.0, 1.1, 1.2
- 9 видов диаграмм UML (диаграммы классов, состояний, кооперации, последовательности, деятельности, прецедентов, объектов, компонентов, развёртывания)
- Поддержку OCL для классов
- Генерацию исходного кода Java, C++, C# и PHP
- Обратный инжиниринг из исходного кода и байткода Java
- Автоматическую верификацию модели UML (design critics)